# Fårikål
Fårikål là một món ăn truyền thống Na Uy, bao gồm thịt cừu được dọn kèm với bắp cải và hạt tiêu khô và thường thêm một chút bột lúa mì. Ở khu vực miền Bắc, các loại thịt thú săn và chim như tuần lộc, gà gô trắng được chế biến thành rất nhiều món ăn. Món này được nấu cho trong giờ trong nồi, theo truyền thống ăn với khoai tây luộc nguyên vỏ. Món ăn thường được nấu vào đầu mùa thu.
Fårikål có nguồn gốc là một món ăn từ khu vực Tây Na Uy, nhưng ngày nay được ăn ở khắp nước. Ngày lễ Fårikål được tổ chức vào ngày thứ Năm cuối cùng trong tháng Chín mỗi năm.
Fårikål là một từ viết ghép có nghĩa là "cừu trong bắp cải".
Trong thập niên 1970, fårikål đã được bầu chọn là món ăn quốc gia của Na Uy theo bầu chọn của chương trình phát thanh phổ biến Nitimen.
Ngày 29 tháng 9 năm 2012, sách kỷ lục Guinness đã ghi kỷ lục món Fårikål lớn nhất, nặng 594,2 kg, gồm 60% thịt cừu và 40% bắp cải. Sự kiện diễn ra ở Spikersuppa, Oslo, Na Uy, và có 10.000 khách hiện diện.